# 吳明徹
吳明徹（504年—580年8月24日），字通昭，南兖州秦郡（今江苏省南京市六合区）人，南梁、南陈官员。

## 生平
祖父吴尚，字景安，曾为南齐南谯郡太守，父吳樹，南梁右軍將軍。侯景之亂爆發，秦郡大飢，明徹将粮食分给邻居。承圣三年（554年）三月，陈霸先在京口與吴明彻結交，封他为戎昭将军、安州刺史。绍泰元年（555年），随周文育征讨杜龛、张彪。
永定元年（557年），陈霸先称帝，王琳不服，起兵作亂。陈霸先以吴明彻为安南将军，与侯安都率兵征讨王琳。吴明彻曾夜袭湓城，被任忠击败。天嘉元年（560年）二月，王琳兵败，奔亡北齐。王琳移守壽陽（安徽省寿县），与扬州道行台尚书卢潜，刺史王景显合守外郭。吳明徹認為壽陽城內人心不穩，再度發動奇襲，以水灌城，壽陽果然陷落，王琳、王贵显、卢潜等同時被俘。
太建九年（577年），吴明彻北伐，至吕梁（今江苏徐州东南），以蕭摩訶為前鋒，北齊軍大潰。
太建十年（578年，北周宣政元年）二月，再度出兵呂梁，包围彭城，以清水灌城。宇文邕派上大将军王軌率军驰援梁士彦，据淮口（今江苏清水入淮之口）。吴明彻苦于背部之疾，難以作戰，為北周大將王轨所俘，北周对他以礼相待，拜吳明徹大將軍、持節，封懷德郡開國公。
大象二年七月廿八日（580年8月24日），吴明彻因为气疾在长安去世，虚岁七十七，同年八月十九日（580年9月13日）葬于京兆郡萬年縣的東郊。

## 其他
据《陳書》本傳載：至德元年，陳後主下詔追封吳明徹為邵陵縣開國侯，兒子吳惠覺襲爵。

## 后事
782年，吳明徹配享武庙。963年退出，1123年恢复配享。

## 延伸阅读
[在维基数据编辑]
 《陳書·卷9》，出自姚思廉《陳書》
 《南史/卷66》，出自李延壽《南史》